# Wzgórza Worobiowe
Wzgórza Worobiowe (ros. Воробьёвы го́ры, trb. Worobjowy gory) – wzgórza na prawym brzegu rzeki Moskwy w Moskwie. Jest to jedna z najwyżej położonych części miasta (wysokości sięgają 220 metrów n.p.m.). Na wzgórzach zlokalizowany jest m.in. górujący nad miastem gmach główny Uniwersytetu Moskiewskiego. W latach 1924–1991 wzgórza nosiły nazwę Leninskije Gory (Ле́нинские го́ры), tj. „Wzgórza Leninowskie”. Historyczna nazwa wywodzi się od położonej w tym rejonie w przeszłości wsi Worobiowo (Воробьёво).